# Partner (film 1996)
Partner (ang. The Associate) – amerykańska komedia z 1996 roku w reżyserii Donalda Petriego. Jest to remake francuskiego filmu Wspólnik (1979), nakręconego na podstawie powieści Jenaro Prieto. Zdjęcia kręcono w Nowym Jorku.

## Fabuła
Laurel Ayres pracuje jako doradca finansowy. Gdy na drodze do awansu problemem staje się jej płeć i kolor skóry, postanawia otworzyć własną działalność. Aby zyskać uznanie wśród klientów wymyśla sobie wspólnika.

## Obsada
- Whoopi Goldberg – Laurel Ayres
- Dianne Wiest – Sally Dugan
- Eli Wallach – Donald Fallon
- Tim Daly – Frank Peterson
- Bebe Neuwirth – Camille Scott
- Austin Pendleton – Ezop Franklin
- Lainie Kazan – Cindy Mason
- George Martin – Walter Manchester